# 2023년 하노이 건물 화재
2023년 하노이 건물 화재는 2023년 9월 12일 23시경 (UTC+07:00) 베트남 하노이 타인쑤언군 쿠엉딘 크엉하 거리 29번 골목에 있는 10층짜리 초소형 아파트 건물에서 화재가 발생한 것이다. 이 화재로 인해 건물에 거주하는 약 150명 중 56명이 사망하고 37명이 부상당했다. 이 화재는 2002년 호찌민시 ITC 화재 이후 베트남에서 가장 사상자가 많은 주거용 건축물 화재이다.

## 같이 보기
- 2023년 요하네스버그 빌딩 화재